# Estación de Apipilulco
Apipilulco fue una estación de trenes que se encuentra en Apipilulco, Guerrero.

## Historia
La estación fue edificada sobre la línea del Ferrocarril México Cuernavaca y el Pacífico, cuyos trabajos de construcción estuvieron a cargo del Ing. J.H. Hampson los cuales se iniciaron a partir de la Ciudad de México en 1893. La primera locomotora llegó a Cuernavaca el 1 de diciembre de 1897. La construcción continuó y el 16 de junio de 1898 se puso en servicio el tramo que fue más allá de la Estación Vista y del poblado de Iguala. En 1899, esta línea con 192 kilómetros llegó a las márgenes del Río Balsas sin que nunca pudiera darse continuidad al proyecto de llegar a la costa del Pacífico por esta vía. En 1902, el Ferrocarril de México a Cuernavaca pasó ser parte del sistema del Ferrocarril Central Mexicano y en 1908 al fusionarse éste con el Ferrocarril Central Mexicano, se inició el proceso de nacionalización de los ferrocarriles mexicanos.